# Evangelische Superintendentur A. B. Galizien
Die Evangelische Superintendentur A. B. Galizien war eine Diözese der Evangelischen Kirche A. B. in Österreich, die von 1804 bis 1918 bestand.

## Strukturen
Zur Superintendentur gehörten 1913  33 Pfarrgemeinden in Galizien und in der Bukowina.

### Seniorate
Sie war in vier Seniorate gegliedert:
- das Helvetische Seniorat für die reformierten Gemeinden
- das Mittlere Seniorat für Mittelgalizien, Sitz in Gelsendorf
- das Östliche Seniorat  für Ostgalizien, Sitz in Lemberg
- das Westliche Seniorat für Westgalizien, Sitz in Biala

### Superintendenten
Die Kirche wurde von einem Superintendenten geleitet. Der Amtssitz der Superintendentur war davon abhängig, wo der jeweilige Superintendent als Gemeindepfarrer wirkte. Bis 1870 befand sich der Sitz in Lemberg, von 1871 bis 1885 in Biala, von 1886 bis 1896 in Gelsendorf und von 1897 bis 1918 erneut in Biala.
Die Superintendenten waren (Amtszeit in Klammern):
Superintendent von Mähren, Schlesien und Galizien
- Johann Traugott Bartelmus (1784–1804)

Superintendent von Galizien
- Josef Paulini (1804–1806)
- Samuel Bredetzky (1808–1812)
- Johann Samuel Fuchs (1813–1817)
- Friedrich Wilhelm Stockmann (1818–1831)
- Adolf Theodor Haase (1833–1870)
- Jacob Hönel (1871–1885)
- Carl Gustav Zipser (1886–1896)
- Hermann Georg Fritsche (1897–1918)[2]

Eine Besonderheit der Superintendentur war es, dass sie neben lutherischen (A. B.) und gemischt-konfessionellen (A. B./H. B.) auch rein reformierte (H. B.) Gemeinden umfasste, die nicht der Evangelischen Kirche H. B. in Österreich unterstanden.

## Geschichte

### Erste Gemeinde im Königreich Polen
1759 wurde die erste galiziendeutsche evangelische Gemeinde in Hinterwalden (Zaleszczyki) im Königreich Polen gegründet.

### Evangelische Gemeinden in der Habsburgermonarchie
Nach der Übernahme Galiziens durch die Habsburgermonarchie erhielten die evangelischen Deutschen religiöse Sonderrechte nach dem kaiserlichen Patent vom 1. Oktober 1774. Sie wurden in diesem Jahr der neuen Superintendentur von Mähren, Schlesien und Galizien unterstellt. 1775 erhielten die neuen Gemeinden in Lemberg, Jaroslau, Zamość, Brody und Hinterwalden (Zaleszczyki) die kaiserliche Erlaubnis, einen Pfarrer anstellen zu dürfen. Erst 1778 fand sich mit Ephraim Gottlob Hoffmann ein deutscher Geistlicher, der bereit war, sich dauerhaft in Lemberg niederzulassen.
Das Toleranzpatent vom 17. September 1781 von Kaiser Joseph II. verbesserte ihre Möglichkeiten weiter.  1789 wurden die ersten Seniorate für Westgalizien und für Ostgalizien  geschaffen.
1804 wurden die evangelischen Gemeinden in der neugegründeten Evangelischen Superintendentur A. B. Galizien zusammengefasst, nachdem Galizien formell integraler Bestandteil des Kaisertums Österreich geworden war.

### Gründung der Evangelischen Kirche A. und H. B. in Kleinpolen
Mit dem Untergang Österreich-Ungarns 1918 wurde die Superintendentur von der Kirchenleitung in Wien getrennt. Die Gemeinden hätten die Möglichkeit gehabt, sich der Evangelisch-Augsburgischen Kirche in Polen oder der Unierten Evangelischen Kirche in Polen anzuschließen, entschlossen sich jedoch für die Eigenständigkeit: 1920 konstituierte sich als Nachfolgerin der Evangelischen Superintendentur A. B. Galizien die Evangelische Kirche A. und H. B. in Kleinpolen.

## Gemeinden
(Auswahl)
1890 gab es 24 Gemeinden, 1913 33.
| Pfarrgemeinde           | Gründungsjahr                                   | Konfession      | Seniorat     | Kirchengebäude | Bild                                                             |
| ----------------------- | ----------------------------------------------- | --------------- | ------------ | --- | ---------------------------------------------------------------- |
| Alt-Fratautz            | 1908                                            | A. B.           | Östliches    | Evangelische Kirche in Alt-Fratautz | Evangelische Kirche in Alt-Fratautz                              |
| Andraschfalva           | 1797                                            | H. B.           | Helvetisches | Evangelische Kirche in Andraschfalva | Evangelische Kirche in Andraschfalva                             |
| Augustdorf              | 1840                                            | A. B. und H. B. | Östliches    | Bethaus in Augustdorf |                                                                  |
| Baginsberg              | 1839                                            | A. B. und H. B. | Östliches    | Evangelische Kirche in Baginsberg | Evangelische Kirche in Baginsberg                                |
| Bandrow                 | 1788                                            | A. B.           | Mittleres    | Bethaus in Bandrow; Bethaus in Makowa (Filialgemeinde A. B.) | Bethaus in Bandrow                                               |
| Biala                   | 1781                                            | A. B.           | Westliches   | Martin-Luther-Kirche in Biala | Martin-Luther-Kirche in Biala                                    |
| Brigidau                | 1786                                            | A. B.           | Mittleres    | Evangelische Kirche in Brigidau; Bethaus in Neudorf; Bethaus in Gassendorf | Evangelische Kirche in Brigidau                                  |
| Czernowitz              | 1849 (1795)                                     | A. B.           | Östliches    | Evangelische Kirche in Czernowitz | Evangelische Kirche in Czernowitz                                |
| Deutsch-Tereblestie     | 1905                                            | A. B.           | Östliches    | Evangelische Kirche in Deutsch-Tereblestie | Evangelische Kirche in Deutsch-Tereblestie                       |
| Dornfeld                | 1786                                            | A. B.           | Mittleres    | Evangelische Kirche in Dornfeld (1817); Bethaus in Falkenstein (Filialgemeinde A. B.) | Evangelische Kirche in Andraschfalva                             |
| Gelsendorf              | 1785/1812                                       | A. B.           | Mittleres    | Bethaus in Gelsendorf; Bethaus in Bolechow (Filialgemeinde), Evangelische Kirche in Stryi (Filialgemeinde A. B.) | Evangelische Kirche in Stryi                                     |
| Hartfeld                | 1780er Jahre                                    | A. B.           | Mittleres    | Evangelische Kirche in Hartfeld; Evangelische Kirche in Neu-Burschitz (Filialgemeinde A. B.), Bethaus in Alt-Jazow (Filialgemeinde A. B.), Bethaus in Neu-Kupnowitz (Filialgemeinde A. B.), Bethaus in Moosberg (Filialgemeinde H. B.), Evangelische Kirche in Schumlau (Filialgemeinde A. B.) |                                                                  |
| Hliboka                 | 1902                                            | A. B.           | Östliches    | Evangelische Kirche in Hliboka | Evangelische Kirche in Andraschfalva                             |
| Hohenbach               | 1783/1784 (bis 1867 Pfarrsitz in Reichsheim)    | A. B.           | Westliches   | Bethaus in Hohenbach; Bethaus in Reichsheim (Filialgemeinde A. B., bis 1867 Muttergemeinde) | Evangelische Kirche in Hohenbach                                 |
| Illischestje            | 1858                                            | A. B.           | Östliches    | Evangelische Kirche in Illischestje | Evangelische Kirche in Illischestje                              |
| Neu-Itzkany             | 1902                                            | A. B.           | Östliches    | Evangelische Kirche in Neu-Itzkany | Evangelische Kirche in Neu-Itzkany                               |
| Jakobeny                | 1853 (1796 als Filialgemeinde von Milleschoutz) | A. B.           | Östliches    | Evangelische Kirche in Jakobeny; Evangelische Kirche in Eisenau (Filialgemeinde A. B.), Evangelische Kirche in Kirlibaba (Filialgemeinde A. B.), Bethaus in Luisenthal-Pozoritta (Filialgemeinde A. B.)                                                                                        | Evangelische Kirche in Jakobeny                                  |
| Jaroslau                | um 1775                                         | A. B.           | Mittleres    | Heilig-Geist-Kirche in Jaroslau (ehemalige katholische Spitalskirche) | Heilig-Geist-Kirche in Jaroslau                                  |
| Josefow                 | 1786/1805                                       | H. B.           | Mittleres    | Evangelische Kirche in Josefow; Evangelische Kirche in Mierow (Filialgemeinde A. B.) | Evangelische Kirche in Josefow                                   |
| Josefsberg              | 1783                                            | H. B.           | Helvetisches | Evangelische Kirche in Josefsberg; Bethaus in Ugartsberg (Filialgemeinde H. B.) | Evangelische Kirche in Josefsberg                                |
| Königsberg              | 1783/1801                                       | H. B.           | Helvetisches | Bethaus in Königsberg; Evangelische Kirche in Gillershof (Filialgemeinde H. B.) |                                                                  |
| Krakau                  | 1816                                            | A. B.           | Westliches   | Martinskirche in Krakau (ehemalige katholische Klosterkirche) | Martinskirche in Krakau                                          |
| Lemberg                 | 1775                                            | A. B.           | Mittleres    | Evangelische Kirche in Lemberg (ehemalige Dominikanerkirche St. Ursula); Bethaus in Dobrzanica (Filialgemeinde A. B. im Uniower Diakonat), Bethaus in Unterwalden (Filialgemeinde A. B. im Uniower Diakonat), Evangelische Kirche in Theodorshof (Filialgemeinde A. B.)                        | Evangelische Kirche Lemberg                                      |
| Neu-Gawlow              | 1785/1790                                       | A. B.           | Westliches   | Evangelische Kirche in Neu-Gawlow | Evangelische Kirche in Neu-Gawlow                                |
| Neu-Sandez              | 1802 (zuvor zu Stadlo)                          | A. B.           | Westliches   | Evangelische Kirche in Neu-Sandez (ehemalige Franziskanerkirche) | Evangelische Kirche in Neu-Sandez (ehemalige Franziskanerkirche) |
| Radautz                 | 1791 (bis 1860 Pfarrsitz in Milleschoutz)       | A. B.           | Östliches    | Evangelische Kirche in Radautz; Bethaus in Milleschoutz (Filialgemeinde A. B., bis 1860 Muttergemeinde), Evangelische Kirche in Alt-Fratautz, Evangelische Kirche in Tereblestie (Filialgemeinde A. B.)                                                                                        | Evangelische Kirche in Radautz                                   |
| Ranischau               | 1782                                            | A. B.           | Westliches   | Evangelische Kirche in Ranischau; Evangelische Kirche in Steinau (Filialgemeinde A. B.) | Evangelische Kirche in Ranischau                                 |
| Reichau                 | 1787                                            | A. B.           | Mittleres    | Evangelische Kirche in Reichau; Evangelische Kirche in Smolin |                                                                  |
| Stadlo                  | 1786                                            | A. B.           | Westliches   | Bethaus in Stadlo | Evangelische Kirche von Stadlo                                   |
| Stanislau               | 1890                                            | A. B.           | Östliches    | Evangelische Kirche in Stanislau | Evangelische Kirche in Stanislau                                 |
| Ugartsthal              | 1784                                            | A. B.           | Östliches    | Evangelische Kirche in Ugartsthal; Evangelische Kirche in Engelsberg (Filialgemeinde A. B.), Evangelische Kirche in Landestreu (Filialgemeinde A. B.) |                                                                  |
| Zalesczyki/Hinterwalden | 1759                                            | A. B.           | Östliches    | Evangelische Kirche in Hinterwalden |                                                                  |

## Pfarrer
Die Pfarrer kamen oft aus dem Teschener Schlesien.

### Lemberg
- Ephraim Gottlob Hoffmann (1778–1787)
- Friedrich Cerulli (1788–1801)
- Pfr. Frost
- Josef Paulini (1804–1806)
- Samuel Bredetzky (1806–1812)
- Samuel Tock